# Palúnia

Expansão dos domínios Mamicônios. Palúnia está ao centro

Palúnia (em armênio: Պալունիկ; romaniz.: Palunik[a]), segundo a Geografia de Ananias de Siracena (século VII), foi um gavar (cantão) da província de Turuberânia, na Armênia. Para Suren Eremyan, tinha 475 quilômetros quadrados e estava situado no vale do atual rio Bolã (*Palúnia?), centrado na cidade de Sogocara / Zogoraca (*Sonocarta), depois chamada Porpes, hoje Haraba-Barbas. Era apanágio dos Palunis até partirem no século IV/V e se dirigirem para Vaspuracânia. Ao partirem, Palúnia foi obtida pelos Mamicônios. Em 591, o imperador Maurício recebeu vastas porções da Armênia sassânida em compensação da ajuda militar prestada ao xainxá Cosroes II (r. 590–628). Todos os distrito que compunham Turuberânia foram incluídos na província recém-fundada da Armênia Interior.